# Sveriges Radios novellpris
Sveriges Radios novellpris är ett litterärt pris som instiftades 2002 och utdelas av Sveriges Radio. Priset är på 30 000 svenska kronor (Sveriges Radio). Radionovellerna som nomineras till priset har sänts föregående år i Sveriges Radio P1 och väljs ut av en jury bestående av bokcirklar. Novellerna läses upp i radio och lyssnarna väljer därefter vilken novell som skall tilldelas priset.

## Pristagare

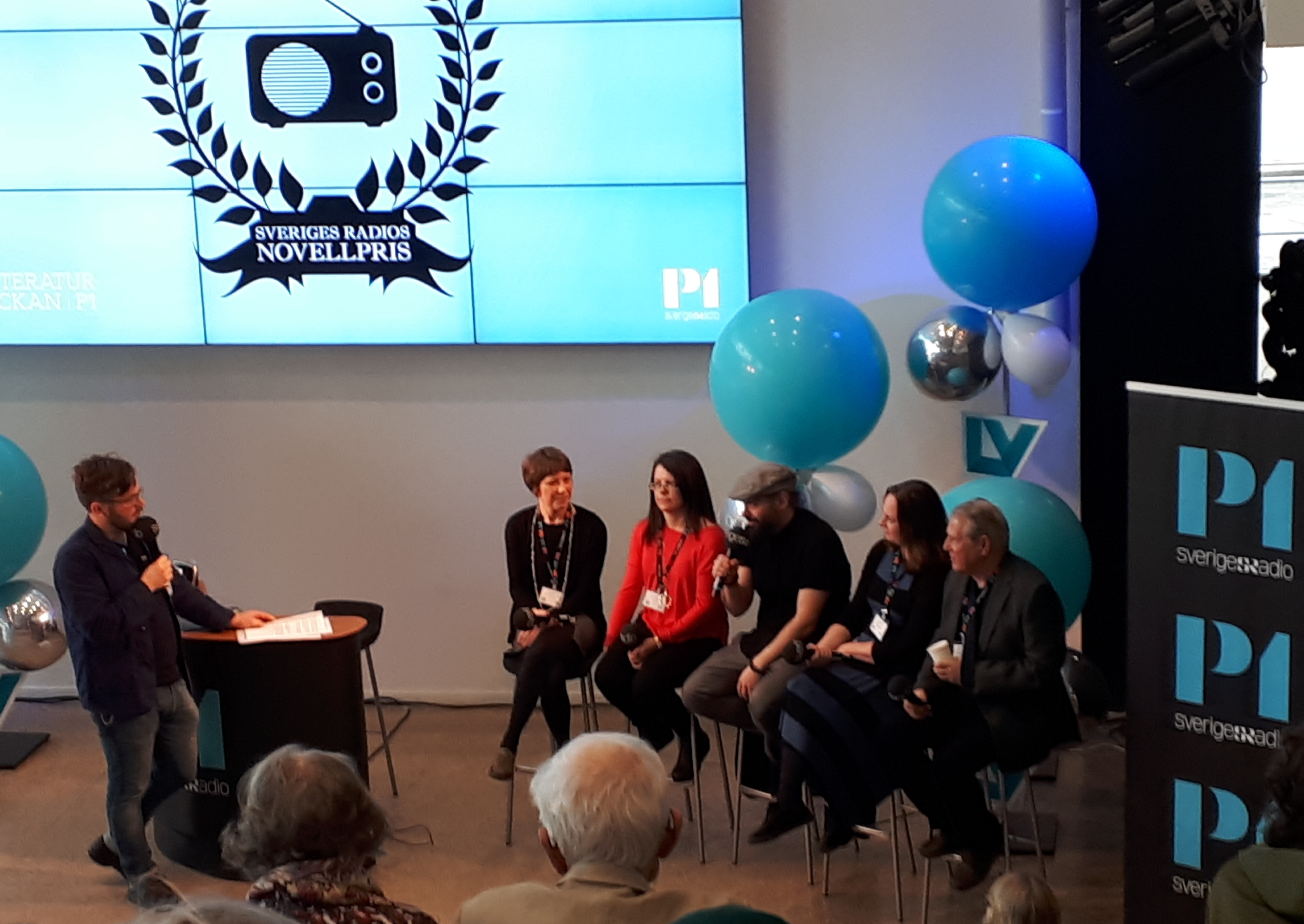
Prisutdelning 2018

- 2002 – Bengt af Klintberg för novellen Rebecka och tigern[2]
- 2003 – Erik Wijk för novellen Vid staketet[3]
- 2004 – Torgny Lindgren för novellen Huset[4]
- 2005 – Klas Östergren för novellen En kniv i ryggen: Om påhittad otrohet[5]
- 2006 – Håkan Nesser för novellen Förrättningen[6]
- 2007 – Margareta Strömstedt för novellen Natten innan de hängde Ruth Ellis[7]
- 2008 – Jonas Hassen Khemiri för novellen Oändrat oändlig[8]
- 2009 – Petra Revenue för novellen Den bästa utsikten[9]
- 2010 – Bob Hansson för novellen Till mamma[10]
- 2011 – Beate Grimsrud för novellen Matilda[11]
- 2012 – Arkan Asaad för novellen Gift mot sin vilja[12]
- 2013 – Stina Stoor för novellen Gåvan[13]
- 2014 – Khashayar Naderehvandi för novellen Förhöret[14]
- 2015 – Johanna Nilsson för novellen 84 kilo nåd[15]
- 2016 – Olivia Bergdahl för novellen Hjälten Josef Schultz på fotografiet[16]
- 2017 – Lina Ekdahl för novellen Rent bord[17]
- 2018 – Nicolas Kolovos för novellen Underverket[18]
- 2019 – Annika Norlin för novellen Mattan[19]
- 2020 – Khaled Alesmael för novellen En tygväska med Damaskustryck[20]
- 2021 – Karin Smirnoff för novellen Missing people[21]
- 2022 – Malin Wollin för novellen Sorgen i deras ögon. [22]
- 2023 – Karin Erlandsson för novellen Lådan. [23]
- 2024 – Zhiwar Rashid för novellen Och kulorna ska jag ta hand om tills vi ses igen. [24]
- 2025 – Sanna Samuelsson för novellen Köldhålet. [25]